# John van Loen
John van Loen (* 4. Februar 1965 in Utrecht) ist ein ehemaliger niederländischer Fußballspieler.

## Werdegang
Seine Karriere begann er 1983 bei seinem Heimatklub FC Utrecht. Von 1988 bis 1990 spielte er für Roda JC Kerkrade. In der Saison 1990/91 war er bei RSC Anderlecht unter Vertrag. Eine Saison später war er bis 1993 bei Ajax Amsterdam. 1993 ging er zu Feyenoord Rotterdam. 1995 wechselt er nach Japan zu Sanfrecce Hiroshima. 1996 wechselte er wieder zurück zu seinem Heimatverein FC Utrecht. Seine Karriere beendete er 1999 bei APOEL Nikosia.
Für die niederländische Fußballnationalmannschaft bestritt er sieben Spiele. Dabei erzielte er ein Tor.
Van Loen wurde wegen seiner roten Haare Roter Baron und Leuchtturm genannt.
Heute arbeitet er als Assistenztrainer beim FC Utrecht und spielt für einen Amateurklub in IJsselstein.